# Kroppefjälls sanatorium

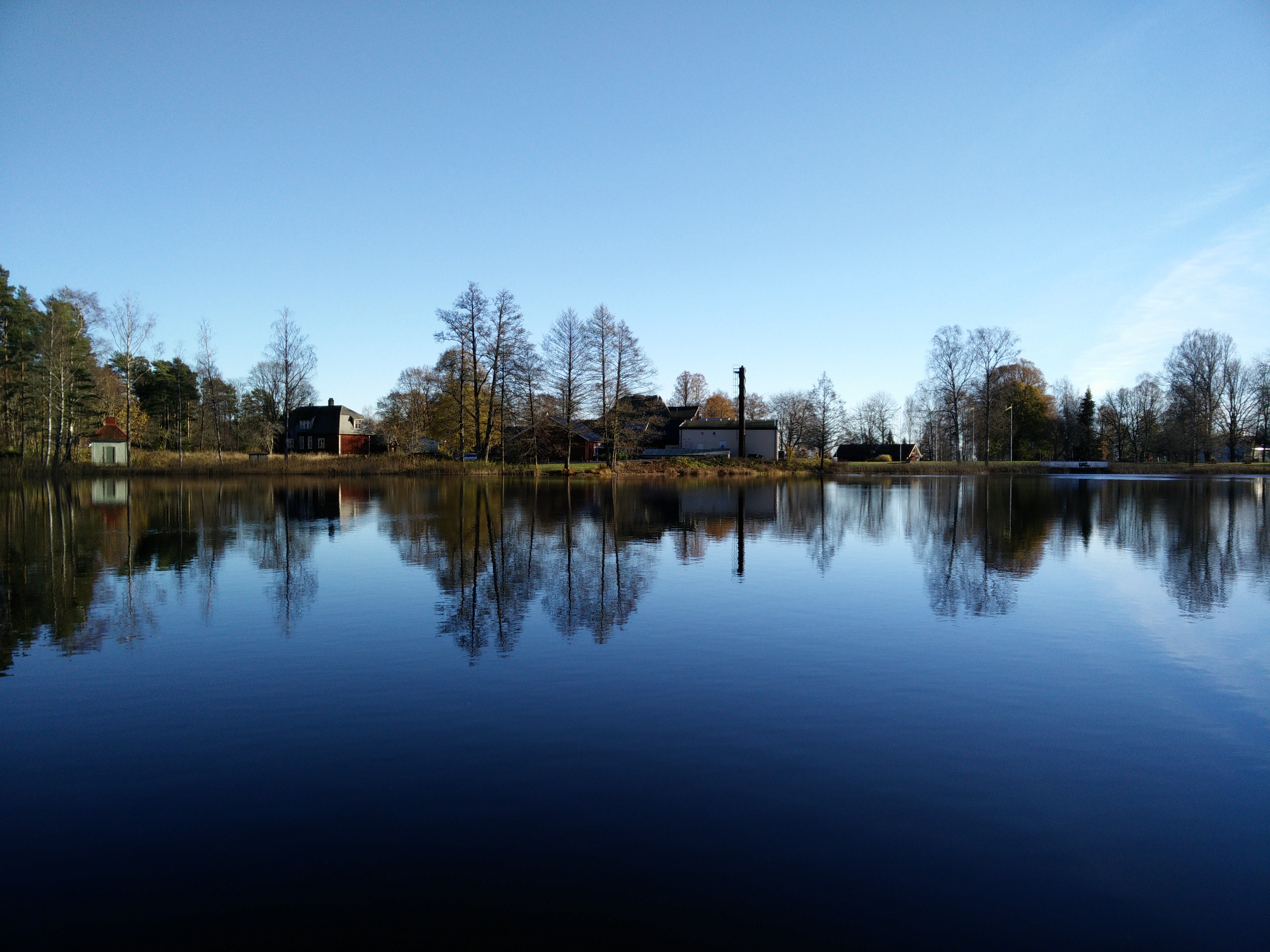
Huvudbyggnaden med Mörttjärn i förgrunden, 2015.

Kroppefjälls sanatorium var en sjukvårdsinrättning vid Dals Rostock i nuvarande Melleruds kommun i Dalsland.
I slutet av 1800-talet inleddes en offensiv mot tuberkulosen i Sverige, först genom privata initiativ och senare även från statligt och kommunalt håll. Även kung Oscar II engagerade sig genom att inrätta en jubileumsfond. Uppförandet av sanatorier, särskilda tuberkulossjukhus, var en del i arbetet mot sjukdomen. Sanatorierna kom i regel att förläggas till lantliga och skogrika trakter där luften var klar och ansågs hälsosam. På dessa sjukhus skulle patienterna vila, andas frisk luft, gå promenader och få näringsriktig kost.
År 1904 bildades Svenska Nationalföreningen mot Tuberkulos. Samma år bildades en länsförening i Älvsborgs län. Drivande var dr Nils Englund i Vänersborg. Föreningen fick ekonomiska bidrag från kommuner och från landstinget i Älvsborg för att uppföra sanatorium. Landstinget bidrog med 45.000 under förutsättning att de skulle överta anläggningen och driva den när den stod färdig. År 1908 tog länsföreningen beslut att förlägga ett sanatorium till Dals Rostock i Dalsland. När det stod färdigt övertog landstinget anläggning och drift.

## Sjukhuset

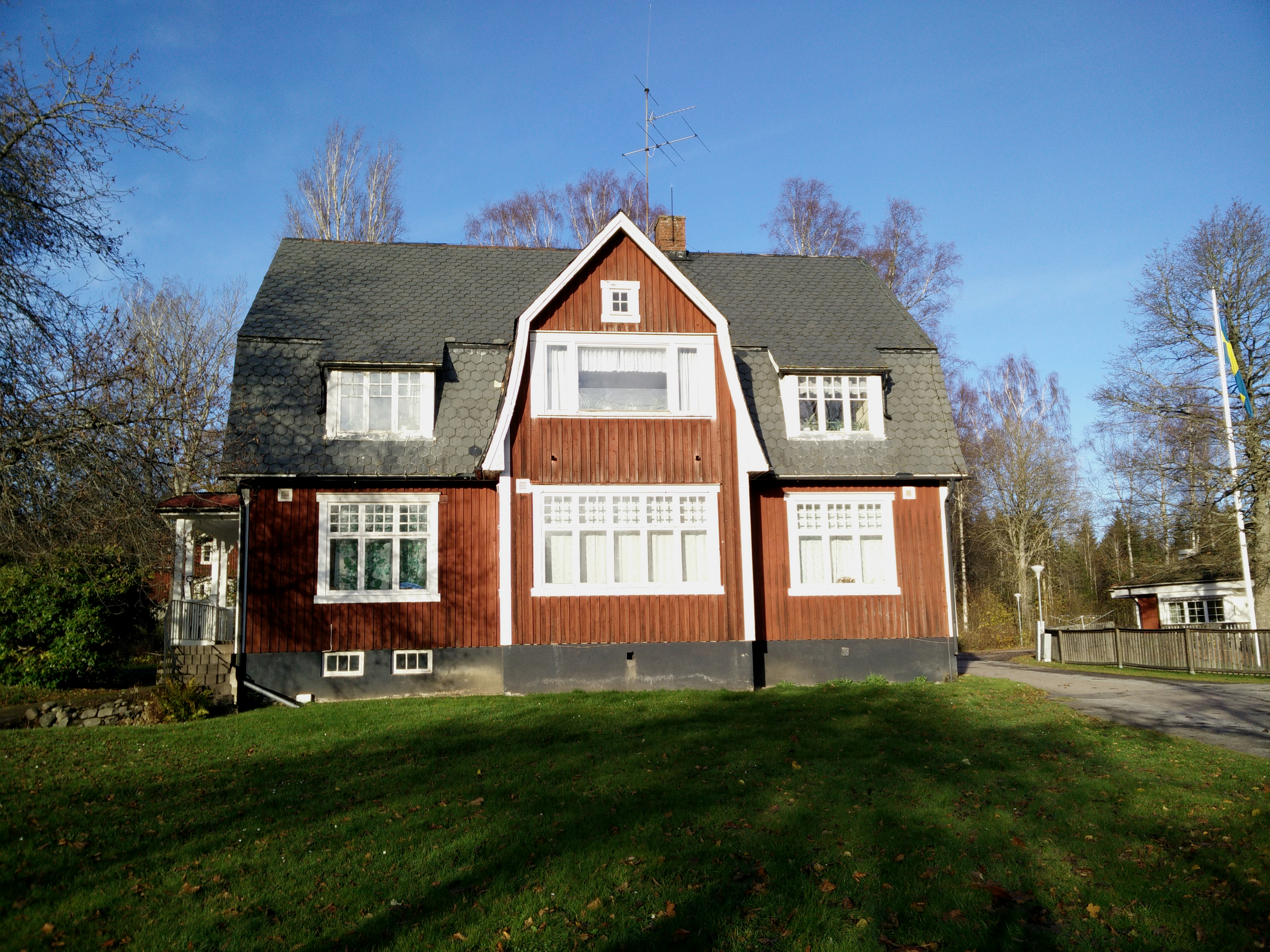
Läkarvillan, 2015.

Kroppefjälls sanatorium, vid Mörttjärn strax väster om Dals Rostock, invigdes 12 april 1911  av landshövding Karl Husberg. Det var ett länssanatorium som till en början tog emot 51 tuberkulossjuka patienter.
I mitten låg centralbyggnaden med sjuksängar, matsal, serveringsrum, kök, läkarmottagning, laboratorium, rum för husmor och sjuksköterskor mm. Runt centralbyggnaden låg fyra småstugor med plats för 3–6 patienter vardera. Till detta kom uthus med bad-, tvätt- och badstuga, desinfektionsrum, arbetssal och två ligghallar. Redan 1913 hade man byggt ut sjukhuset till 81 vårdplatser. På 1920-talet utökades det till 120 vårdplatser.   Under sanatoriets nästan 50-åriga historia vårdades cirka 200 patienter årligen, ofta med många månaders vårdtid. Av dessa avled drygt 16%. Överläkare C.V. Saedén var en originell och kraftfull ledare med många idéer om den läkande naturen. Han prydde sanatorieparken med små och stora minnesmärken,   som till stora delar fortfarande finns kvar.
Behovet av vård av tuberkulossjuka avtog och i mitten av 1950-talet hade antalet patienter sjunkit från 120 till hälften. År 1959 tog landstinget beslut om nedläggning   och i maj 1960 lämnade den sista patienten sjukhuset. Sanatoriet bytte namn till Kroppefjällshemmet och användes av landstinget som utbildnings- och arbetshem för personer med funktionsnedsättning fram till 1991. Stora delar av de gamla byggnaderna revs under denna period och ersattes av andra bl.a. för äldreboende. 
År 1991 stängdes Kroppefjällshemmet och samtliga personer flyttade ut till enskilt boende eller gruppboende. Samma år såldes fastigheten till Melleruds kommun och under några år på 1990-talet användes det som  flyktingförläggning, vandrarhem och turistanläggning. Senare har det använts för friskvård, rehabilitering, hotell-, spa- och konferenscenter. Sedan 2014 är det åter en flyktingförläggning.

## Sanatorieläkare
- Fritiof Fröblom 1911–1913
- Hjalmar Erfass 1914–1916
- Carl Viktor Saedén 1916–1945
- Olle Edfelt 1946–1954
- Stig Börje Mattsson 1955–1960